# Morti nel 1995/Ottobre
| Questa pagina contiene informazioni ricavate automaticamente dalle voci biografiche con l'ausilio del template Bio e di un bot. L'aggiornamento è periodico e automatico e ricostruisce completamente la pagina. Se manca una persona in questa lista, sei pregato di non aggiungerla, ma accertati piuttosto che la sua voce biografica contenga il template Bio e che i dati anagrafici siano correttamente compilati. Se il template Bio manca, inseriscilo tu stesso o, in alternativa, metti l'avviso {{tmp\|Bio}} che ne segnala la mancanza. Se i dati riportati sono sbagliati, correggi direttamente la voce biografica; le modifiche saranno visibili in questa lista entro pochi giorni. Per chiarimenti vedi il progetto biografie. La lista contiene solo le 99 persone che sono citate nell'enciclopedia e per le quali è stato implementato correttamente il template Bio. Pagina aggiornata al 18 ago 2025. |

- 1º ottobre - Emiel-Jozef De Smedt, vescovo cattolico belga (n. 1909)
- 1º ottobre - Margaret Gorman, modella statunitense (n. 1905)
- 1º ottobre - Elio Maldini, ciclista su strada italiano (n. 1911)
- 2 ottobre - Alessandro Rampini, calciatore italiano (n. 1896)
- 2 ottobre - Giuseppe Signorelli, partigiano, politico e imprenditore italiano (n. 1907)
- 3 ottobre - Plinio Corrêa de Oliveira, storico, politico e filosofo brasiliano (n. 1908)
- 3 ottobre - Albino Skerk, politico italiano (n. 1921)
- 3 ottobre - Charles Veach, astronauta e ufficiale statunitense (n. 1944)
- 4 ottobre - Fabio Albarelli, velista italiano (n. 1943)
- 5 ottobre - Lillian Fuchs, violista e compositrice statunitense (n. 1901)
- 5 ottobre - Linda Gary, doppiatrice e attrice statunitense (n. 1944)
- 6 ottobre - Carlo Biraghi, calciatore italiano (n. 1913)
- 7 ottobre - Ralph Churchfield, cestista e allenatore di pallacanestro statunitense (n. 1918)
- 7 ottobre - Emanuele Del Vecchio, calciatore brasiliano (n. 1934)
- 7 ottobre - Rodolfo Gregar, calciatore italiano (n. 1911)
- 7 ottobre - Victor Sogliani, musicista italiano (n. 1943)
- 7 ottobre - Olga Taussky-Todd, matematica austriaca (n. 1906)
- 7 ottobre - Gérard de Vaucouleurs, astronomo francese (n. 1918)
- 8 ottobre - John Cairncross, agente segreto britannico (n. 1913)
- 8 ottobre - Alvaro Cartei, pittore e ceramista italiano (n. 1911)
- 8 ottobre - Giuseppe Francese, ammiraglio italiano (n. 1932)
- 8 ottobre - Vito Saccomandi, agronomo e politico italiano (n. 1939)
- 8 ottobre - Geoffrey Warnock, filosofo inglese (n. 1923)
- 9 ottobre - Reidun Laengen, atleta e fondista norvegese (n. 1948)
- 9 ottobre - Sagramor de Scuvero Brandão, attrice, conduttrice radiofonica e politica brasiliana (n. 1921)
- 9 ottobre - Alec Douglas-Home, politico britannico (n. 1903)
- 9 ottobre - Kukrit Pramoj, politico, economista e scrittore thailandese (n. 1911)
- 9 ottobre - John A. Scali, diplomatico e giornalista statunitense (n. 1918)
- 10 ottobre - Paolo Gucci, imprenditore e stilista italiano (n. 1931)
- 10 ottobre - Fabrizio Menghini, giornalista italiano (n. 1921)
- 11 ottobre - Huang Yijun, direttore d'orchestra e compositore cinese (n. 1915)
- 12 ottobre - Gary Bond, attore britannico (n. 1940)
- 12 ottobre - Adolf Flubacher, calciatore svizzero (n. 1900)
- 13 ottobre - Franca Brambilla Ageno, filologa e italianista italiana (n. 1913)
- 13 ottobre - Albert Dubreucq, calciatore francese (n. 1924)
- 13 ottobre - Michael Lah, animatore e regista statunitense (n. 1912)
- 13 ottobre - Henry Roth, scrittore statunitense (n. 1906)
- 13 ottobre - Jean Weber, attore francese (n. 1906)
- 14 ottobre - Michele Fassio, operaio e sindacalista italiano (n. 1905)
- 14 ottobre - William Fritz, velocista canadese (n. 1914)
- 14 ottobre - Ellis Peters, scrittrice britannica (n. 1913)
- 15 ottobre - Achat' Brahin, imprenditore e mafioso ucraino (n. 1953)
- 16 ottobre - Günther Happich, calciatore austriaco (n. 1952)
- 17 ottobre - Mike Brittain, cestista statunitense (n. 1963)
- 18 ottobre - Franco Fabrizi, attore italiano (n. 1916)
- 18 ottobre - Ted Whiteaway, pilota automobilistico britannico (n. 1928)
- 19 ottobre - Don Cherry, trombettista statunitense (n. 1936)
- 20 ottobre - Riccardo Carapellese, allenatore di calcio e calciatore italiano (n. 1922)
- 20 ottobre - Rina Chiarini, partigiana italiana (n. 1909)
- 20 ottobre - Christopher Stone, attore statunitense (n. 1940)
- 20 ottobre - Tecla Tofano, artista e scrittrice venezuelana (n. 1927)
- 21 ottobre - Jesús Blasco, fumettista spagnolo (n. 1919)
- 21 ottobre - Hans Helfritz, compositore, musicologo e scrittore tedesco (n. 1902)
- 21 ottobre - Shannon Hoon, cantautore e musicista statunitense (n. 1967)
- 21 ottobre - Anatolij Šeljuchin, fondista sovietico (n. 1930)
- 22 ottobre - Kingsley Amis, scrittore, poeta e critico letterario britannico (n. 1922)
- 22 ottobre - Mario Costa, regista italiano (n. 1904)
- 22 ottobre - Graziella Fumagalli, medico italiano (n. 1944)
- 22 ottobre - Rosella Mancini, poetessa italiana (n. 1920)
- 22 ottobre - Tarcisio Merati, pittore italiano (n. 1934)
- 22 ottobre - Mary Wickes, attrice statunitense (n. 1910)
- 23 ottobre - Giuseppe Dell'Omo, vescovo cattolico italiano (n. 1901)
- 23 ottobre - Giuseppe Longo, giornalista e scrittore italiano (n. 1910)
- 23 ottobre - Alfredo Pascazi, pittore e scultore italiano (n. 1926)
- 24 ottobre - Marion Adnams, pittrice e disegnatrice inglese (n. 1898)
- 24 ottobre - Carlo Cestelli Guidi, ingegnere italiano (n. 1906)
- 24 ottobre - Joseph Huts, ciclista su strada belga (n. 1913)
- 24 ottobre - Émile Jonassaint, politico haitiano (n. 1913)
- 24 ottobre - Hermann Langbein, antifascista e storico austriaco (n. 1912)
- 25 ottobre - Santo D'Amico, fumettista italiano (n. 1927)
- 25 ottobre - David Healy, attore statunitense (n. 1929)
- 25 ottobre - Bobby Riggs, tennista statunitense (n. 1918)
- 25 ottobre - Marco Scarpelli, direttore della fotografia italiano (n. 1918)
- 25 ottobre - Miljenko Smoje, scrittore, giornalista e sceneggiatore croato (n. 1923)
- 25 ottobre - Viveca Lindfors, attrice svedese (n. 1920)
- 26 ottobre - Raoul Giraudo, calciatore francese (n. 1932)
- 26 ottobre - Gorni Kramer, direttore d'orchestra, compositore e arrangiatore italiano (n. 1913)
- 26 ottobre - Vera Lombardi, politica italiana (n. 1904)
- 26 ottobre - Melvin Rees, serial killer statunitense (n. 1928)
- 26 ottobre - Fathi Shaqaqi, politico palestinese (n. 1951)
- 27 ottobre - Jacques Heurgon, latinista e etruscologo francese (n. 1903)
- 27 ottobre - Luigi Maini, pittore italiano (n. 1912)
- 28 ottobre - Giambattista Dal Piaz, geologo italiano (n. 1904)
- 28 ottobre - Julien Bertheau, attore francese (n. 1910)
- 29 ottobre - Claude Agostini, direttore della fotografia francese (n. 1936)
- 29 ottobre - Pierre Hornus, calciatore francese (n. 1908)
- 29 ottobre - Terry Southern, scrittore e sceneggiatore statunitense (n. 1924)
- 30 ottobre - Paolo Alatri, storico e politico italiano (n. 1918)
- 30 ottobre - Stephen Bekassy, attore ungherese (n. 1907)
- 30 ottobre - Virginia Bradford, attrice statunitense (n. 1899)
- 30 ottobre - Brian Easdale, compositore britannico (n. 1909)
- 30 ottobre - Konstantin Naumovič Voinov, regista cinematografico sovietico (n. 1918)
- 31 ottobre - Rosalind Cash, attrice statunitense (n. 1938)
- 31 ottobre - Hans Grieder, ginnasta svizzero (n. 1901)
- 31 ottobre - Charles Jegge, monaco cristiano, presbitero e scrittore svizzero (n. 1914)
- 31 ottobre - Joel Mason, giocatore di football americano, cestista e allenatore di pallacanestro statunitense (n. 1912)
- 31 ottobre - Erika Morini, violinista austriaca (n. 1904)
- 31 ottobre - Mario Napolitano, scacchista italiano (n. 1910)
- 31 ottobre - Ermanno Pignatti, sollevatore italiano (n. 1921)